# جرج ای. رومرو
 جرج اندرو رومرو (انگلیسی: George A. Romero؛ زاده ۴ فوریهٔ ۱۹۴۰ - درگذشته ۱۶ ژوئیهٔ ۲۰۱۷) کارگردان، تهیه‌کننده، فیلم‌نامه‌نویس، تدوین‌گر و بازیگر اهل ایالات متحده آمریکا بود. وی بیشتر برای سری فیلم‌های ترسناک با موضوع زامبی که با شب مردگان زنده آغاز گشتند مشهور بود.

## زندگی
رومرو در شهر نیویورک از پدری کوبایی-آمریکایی و اسپانیایی تبار و مادری لیتوانیایی-آمریکایی متولد شد. وی در سال ۱۹۶۰ از دانشگاه کارنگی ملون در پیتزبورگ فارغ‌التحصیل شد.
او در تاریخ ۱۶ ژوئیه ۲۰۱۷ بعد از نبردی کوتاه با سرطان ریه درگذشت.

## فیلمشناسی
- شب مردگان زنده (۱۹۶۸)
- طلوع مردگان (۱۹۷۸)
- روز مردگان (۱۹۸۵)
- سرزمین مردگان (۲۰۰۵)